# Пески (Брестский район)
Пески́ (бел. Пяскі) — деревня в Брестском районе Брестской области Белоруссии. Входит в состав Клейниковского сельсовета.

## География
Находится в 2,5 км к северо-западу от центра сельсовета, агрогородка Клейники, и в 10,5 км к северо-западу от центра Бреста, у реки Лесная. Имеется магазин.

## История
В XIX веке — деревня в составе имения Клейники в Брестском уезде Гродненской губернии. В 1870 году — центр сельского общества. В 1905 году — в Мотыкальской волости Брестского уезда.
После Рижского мирного договора 1921 года — в составе гмины Мотыкалы Брестского повета Полесского воеводства Польши, 14 дворов.
С 1939 года — в составе БССР.

## Население
На 1 января 2018 года насчитывалось 134 жителя в 62 домохозяйствах, из них 22 младше трудоспособного возраста, 79 — в трудоспособном возрасте и 33 — старше трудоспособного возраста.